# پلاک‌بری
پلاکبُری یا آثرکتومی (به انگلیسی: Atherectomy) نام یک عمل جراحی است که در آن پلاک عروق و به ویژه شریان‌های تاجی قلبی برش و برداشته می‌شود.
این روش برای درمان تصلب شرایین این عروق به علت چسب‌رگ‌تود (به انگلیسی: Atheroma) بوده‌است؛ البته بدون شواهدی دال بر برتری بر رگ‌بازسازی.

## فن
بر خلاف بادکنک گذاری و فنرگذاری قلبی که پلاک را به دیواره عروق می‌فشرند، پلاکبُری، پلاک را از دیواره شریان برش می‌دهد. در حالی که پلاکبُری معمولاً برای درمان شریان‌ها استفاده می‌شود، می‌توان از آن در وریدها و پیوندهای کنارگذر عروقی (vascular bypass) نیز استفاده کرد.
پلاکبُری در دسته‌بندی تجدید عروق از راه پوست قرار می‌گیرد که به معنای بازکردن عروق مسدود شده‌است که از طریق سوراخ کردن ریز پوست است. رایج‌ترین نقطه دسترسی نزدیک کشاله ران از طریق سرخرگ رانی مشترک (CFA) است. سایر نقاط رایج عبارتند از: سرخرگ بازویی، سرخرگ زند زبرین، سرخرگ پشت‌زانویی، سرخرگ پشت ساق (Dorsalis pedis artery) و غیره.
چهار نوع دستگاه پلاکبُری وجود دارد: دوار، چرخشی، لیزری و سودار.
تصمیم‌گیری روش و دستگاه بر عهده جراح است؛ که براساس عوامل مؤثری چون ضایعه تحت درمان، تجربه پزشک با هر دستگاه، و تفسیر خطرات و اثربخشی دستگاه‌ها، بر اساس بررسی متون پزشکی هستند.
پلاکبُری سودار یک روش درون‌رگی است که توسط مقطع‌نگاری همدوسی نوری هدایت می‌شود که تحت عنوان پلاکبُری نوری رگ شناخته می‌شود.